# Enghel Barbieri
Enghel Barbieri (Mantova, 29 luglio 1898 – Mantova, 2 agosto 1973) è stato un calciatore italiano, di ruolo terzino.
Ufficialmente Engels Filippo Barbieri, era fratello maggiore del calciatore Carlo Barbieri.

## Carriera
Titolare di lungo corso con il Mantova, nel 1926 passò al Modena dove rimase due stagioni nella massima serie.
Chiuse la carriera nel 1930, con la Vis Pesaro.

## Palmarès

### Club

#### Competizioni nazionali
- Seconda Divisione: 1

Mantova: 1923-1924